# Albatros ciemnolicy
Albatros ciemnolicy (Phoebastria immutabilis) – gatunek dużego ptaka morskiego z rodziny albatrosów (Diomedeidae). Zamieszkuje północny Pacyfik. Bliski zagrożenia wyginięciem.

## Systematyka
Opisany w 1893 roku przez brytyjskiego bankiera, polityka i zoologa Waltera Rothschilda, pod nazwą Diomedea immutabilis. Obecnie zaliczany do rodzaju Phoebastria. Okaz, na podstawie którego opisano gatunek, pochodził z wyspy Laysan. Nie wyróżnia się żadnych podgatunków. Odnotowano mieszańce z albatrosem czarnonogim (Diomedea nigripes).
Nazwa rodzajowa pochodzi z greki, od słowa φοιβαστρια (phoibastria) oznaczającego prorokini. Nazwa gatunkowa immutabilis odnosi się do niezmienności upierzenia młodych i dorosłych.

## Występowanie
Albatros ciemnolicy spotykany jest na północnym Oceanie Spokojnym. Rozmnaża się jedynie w 16 miejscach, z czego w 9, głównie na Północno-Zachodnich Wyspach Hawajskich oraz na Dalekich Wyspach Mniejszych Stanów Zjednoczonych, liczba osobników przekracza 100 par. Największa kolonia lęgowa znajduje się na atolu Midway. Małe kolonie występują w Japonii i Meksyku. Zasiedla otwarte morze, gniazduje na wysepkach.

W locie

## Charakterystyka
Mniejszy od albatrosa wędrownego. Brak dymorfizmu płciowego, jednakże samiec jest nieco większy od samicy. Dorosłe osobniki są głównie białe, z czarnym kantarkiem i obszarem za okiem. Dziób dosyć długi, szaroróżowy, na końcu zagięty. Brzegi dzioba pod koniec robią się czarne. Skrzydła brązowe, z nieco jaśniejszymi brzegami piór. Nogi szaroróżowe, z błoną pławną. 
Młode mają czarne nogi i ciemnobrązowy dziób oraz białą otoczkę wokół oka. Ich upierzenie jest prawie całe brązowe, z nielicznymi białymi polami: pod skrzydłami oraz po wewnętrznej stronie nogawic. Stopniowo gubią pisklęcy puch, odsłaniając biały spód ciała. 
W locie skrzydła długie i dość wąskie, z białym pasem biegnącym od nasad lotek pierwszorzędowych, poprzez całe lotki II-rzędu (z wyjątkiem czubków) do mniej więcej 2/3 lotek II-rzędowych. Brązowy ogon jest dosyć krótki, o klinowatym kształcie.

### Wymiary
- długość ciała: 81 cm
- rozpiętość skrzydeł: 2,1 m
- masa ciała: 2,4–3,8 kg

## Tryb życia i zachowanie
W okresie pozalęgowym przebywa pojedynczo, jest także spokojny. Żyje 50–60 lat. Zjada głównie skorupiaki, ryby (w tym ikrę) i kałamarnice, które zdobywa, nurkując na małe głębokości. Często pożywia się w nocy, gdyż wtedy zdobycz jest bliżej powierzchni wody.

## Lęgi
Albatrosy ciemnolice są ptakami monogamicznymi. Lęgi wyprowadzają co roku, w październiku. Wykonują charakterystyczne tańce godowe, składające się z 25 różnych póz. Gniazdo jest kopcem zbudowanym z traw oraz gałązek krzewów. Składa tylko jedno, białoniebieskawe jajo. Inkubacja, którą zajmują się oboje rodzice, trwa 63–65 dni. Podczas inkubacji ptaki wydają do jaja oraz partnera miękki odgłos „eh-eh”. Młode stają się niezależne po około 165 dniach od wyklucia.

## Status i zagrożenia
Przez IUCN od 2010 roku albatros ciemnolicy klasyfikowany jest jako gatunek bliski zagrożenia (NT – Near Threatened); wcześniej, od 2003 roku miał status narażonego na wyginięcie (VU – Vulnerable). Zagrażają mu pelagiczne sieci, w które zaplątuje się podczas prób złapania uwięzionych w nich ryb. Rekiny młoty zjadają ich młode, gdy te pływają. Obecnie populacja jest stabilna, w 2009 jej liczebność szacowano na 1,6 miliona dorosłych osobników.